# NGC 2223
NGC 2223 è una galassia a spirale barrata di tipo Hubble SBb nella costellazione del Cane Maggiore a sud dell'equatore celeste. Si stima che si trovi a 114 milioni di anni luce dalla Via Lattea e abbia un diametro di circa 105.000 anni luce.
Nella stessa area di cielo si trova anche la galassia NGC 2227.

## Scoperta
La galassia è stata scoperta il 23 gennaio 1835 dall'astronomo britannico John Herschel.
In questa galassia è stata scoperta la supernova di tipo II SN 1993K.